# Tengrianismo
El tengrianismo o tengrismo es una religión tradicional de los pueblos túrquico-mongoles, de tiempos antiguos, antes de que se convirtieran a las religiones de las sociedades sedentarias a las que invadían, con las que se aliaban o mezclaban, por lo que incorpora elementos del chamanismo, el animismo y el budismo.Es considerado como un núcleo religioso del desarrollo de la civilización euroasiática en el pasado.
Esta religión se basa, de manera principal, en la creencia en el Dios Cielo (Tengri, Tangra, Tangri o Tanrı). En esta religión, de carácter disperso, no hay sacerdotes ni clérigos, y tampoco hay el impulso proselitista de extender la creencia a otras personas o pueblos.
En esta religión no existe el concepto de vacío, no-ser o no-existencia como característica ontológica del mundo. En ella el mundo fue creado por el Cielo sobre la base de cuatro elementos eternos: la tierra, el agua, el fuego y el aire.
Se centra en mantener la armonía con el entorno circundante, por lo que se acaba considerando sagrados los recursos de la Tierra, en particular el agua (quizás por ser muy escasa en las estepas del Asia central, donde se concentraba gran parte de esta religión).
El mundo en el tengrismo está abierto al Gran Cielo Azul, considerado como una fuente o una existencia trascendente que se relaciona directamente con la creación del mundo. El mundo es considerado como eterno, pensado para que se cree en cada momento importante, como actos de la primera creación de universo, principio de un año o de un día o del nacimiento de un ser humano.
Aunque se cree que aún hay seguidores del tengrianismo en algunas partes de Asia, no se ha podido estimar su número con exactitud.

## Turanismo y neotengrismo

Tengri escrito de derecha a izquierda en turco antiguo como Тeŋiri

Desde fines del siglo XX ha habido un resurgir del tengrismo en la forma del turanismo (y con este, del neotengrianismo) en las nuevas generaciones, esta idea defiende la unión de todos los pueblos túrquicos, altaicos, etc, en definitiva, orientales en un solo estado-nación, siendo Tengri el dios nacional de dicho estado, como padre de todos los pueblos de la región del Turán.

## Seguidores famosos
- Atila (395-453), rey de los hunos y pretendiente del Imperio romano.
- Álmos (819-895) y Árpád (840-907), padre e hijo, respectivamente; fundadores de Hungría.
- Bumin Khagan (?-552), fundador del imperio de los kokturcos.
- Gengis Kan (1162-1227), fundador del Imperio mongol.